# Akaszaka (Tokió)

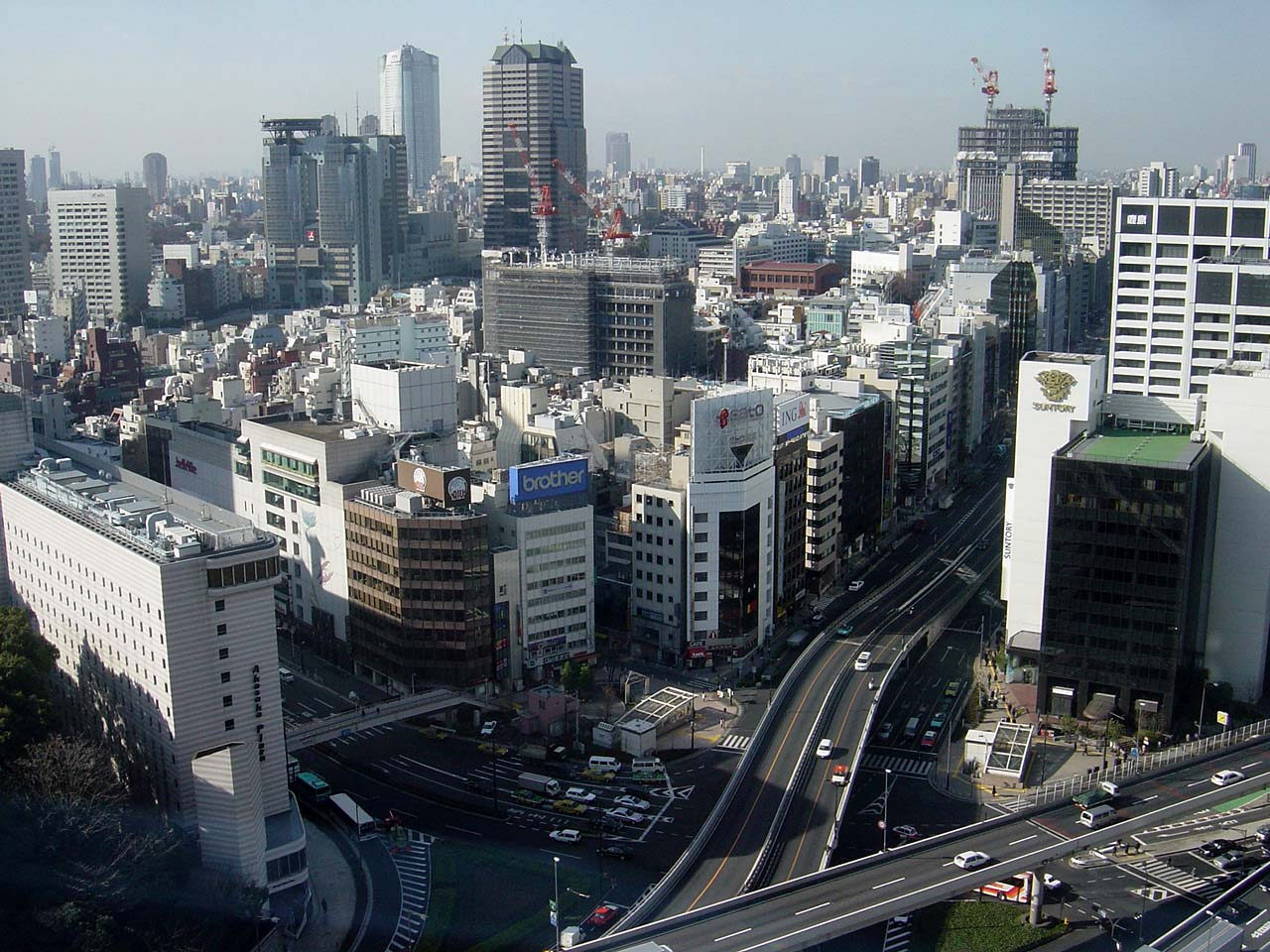
Akaszaka

Akaszaka (赤坂) Tokió Minato kerületének lakó- és kereskedelmi negyede. Akaszakától nyugatra Nagatacsó, északra Roppongi található.

## Nevezetességek

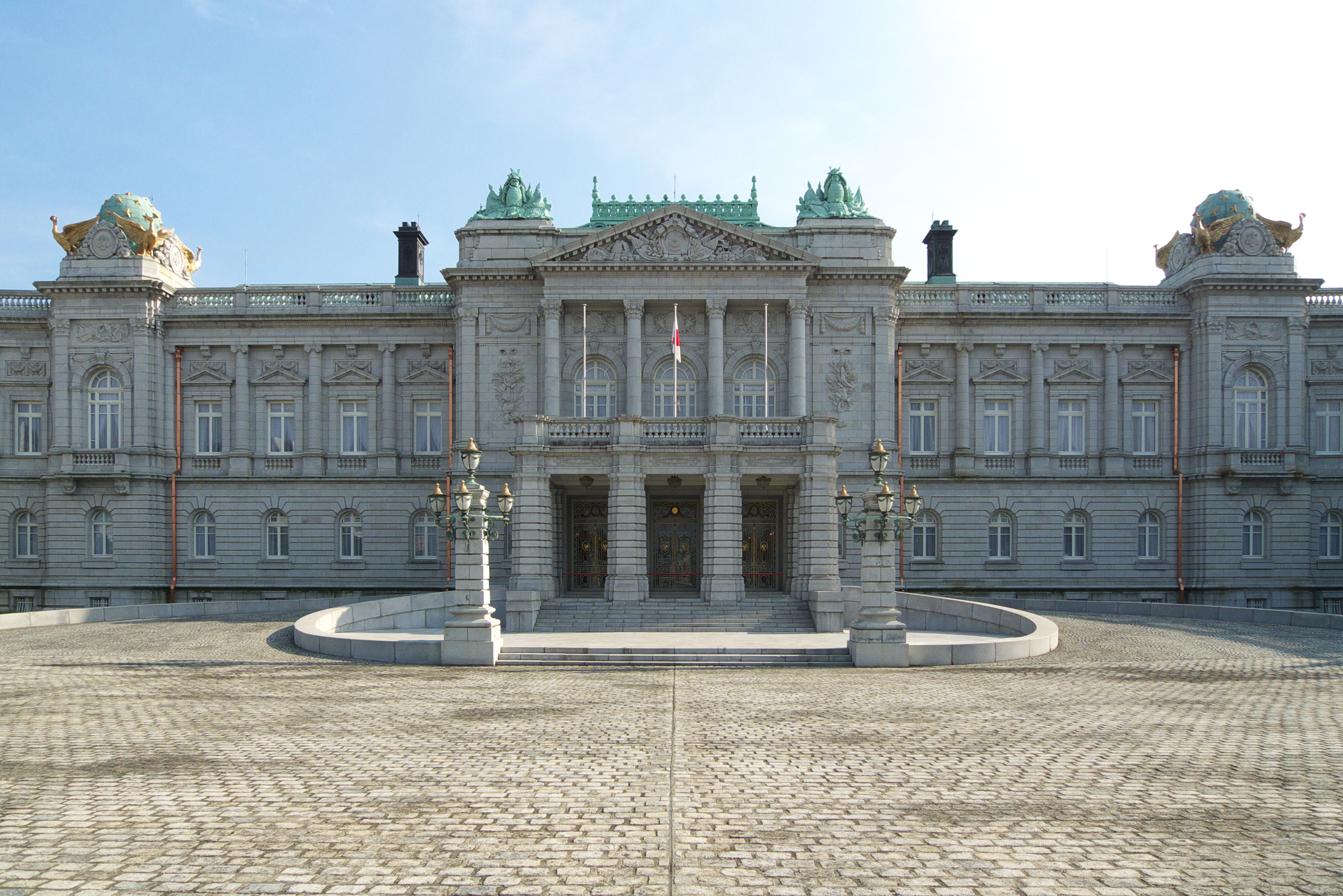
Akaszaka palota

- Akaszaka palota
- akasaka Sacas
- Ark Hills és a Suntory Hall
- Nogi szentély
- Tokyo Midtown

## Akaszakai nagyvállalatok

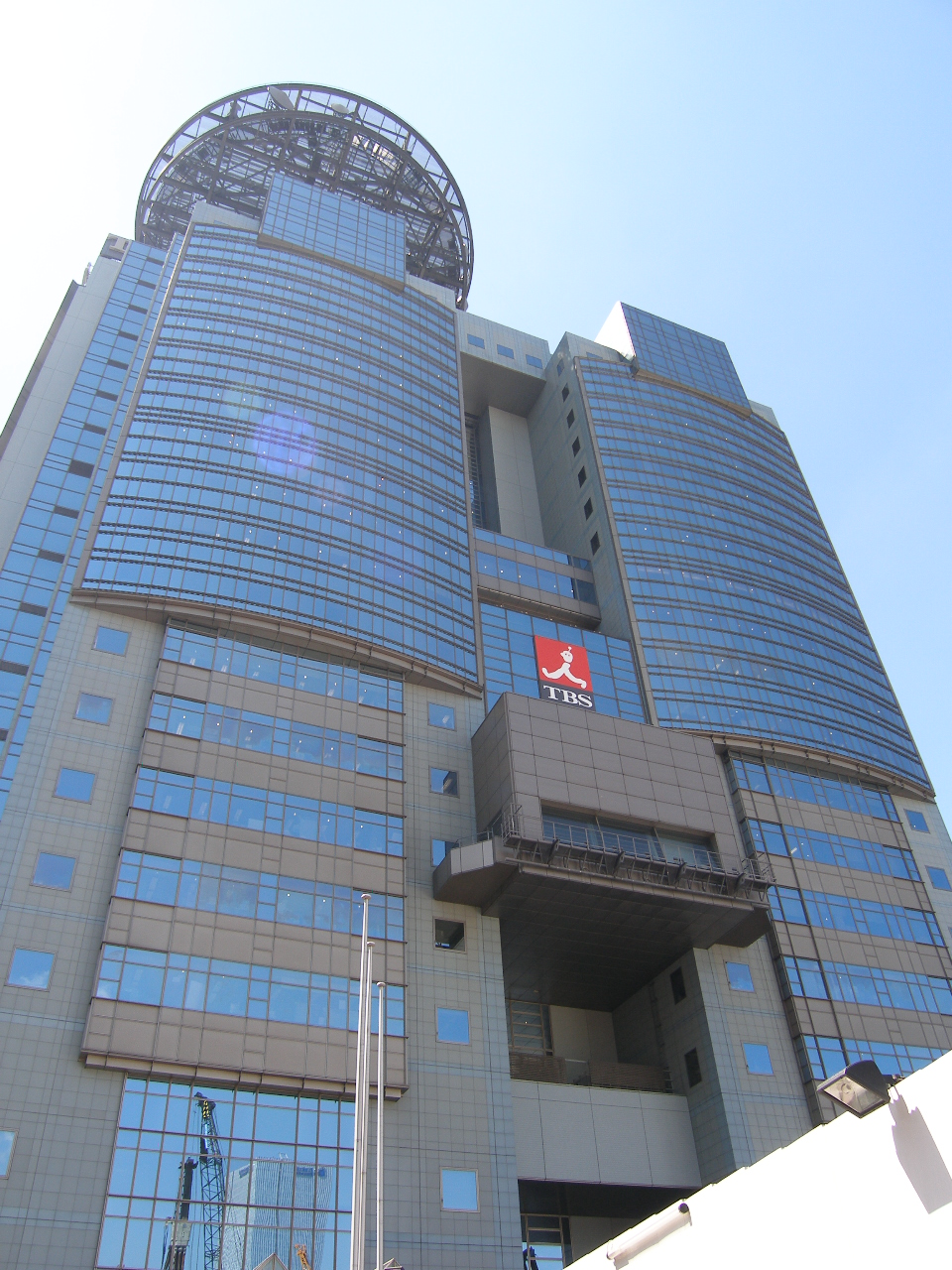
A TBS Akaszakában.

- Becton, Dickinson and Company-4-15-1 Akaszaka[1]
- DefSTAR Records-4-5 Akaszaka[2]
- EMI Music Japan-5-3-1 Akaszaka[3]
- Epic Records Japan-9-6-35 Akaszaka[4]
- ING-4-1 Akaszaka[5]
- JETRO (Japan External Trade Organization)-1-12-32 Akaszaka[6]
- Johnny & Associates-8-11-20 Akaszaka
- Ki/oon Records-same as Epic Records Japan[7]
- Komatsu-2-3-6 Akaszaka[8]
- Tokyo Broadcasting System-5-3-6 Akaszaka[9]
- Universal Music Japan LLC-8-5-30 Akaszaka[10]
- Geneon Universal Entertainment-5-2-20 Akaszaka[11]

A Lenovo, a Citigroup, a Milbank Tweed és a Clifford Chance japán irodái is Akaszakában találhatók.

## Metróállomások
- Akaszaka (Csijoda vonal)

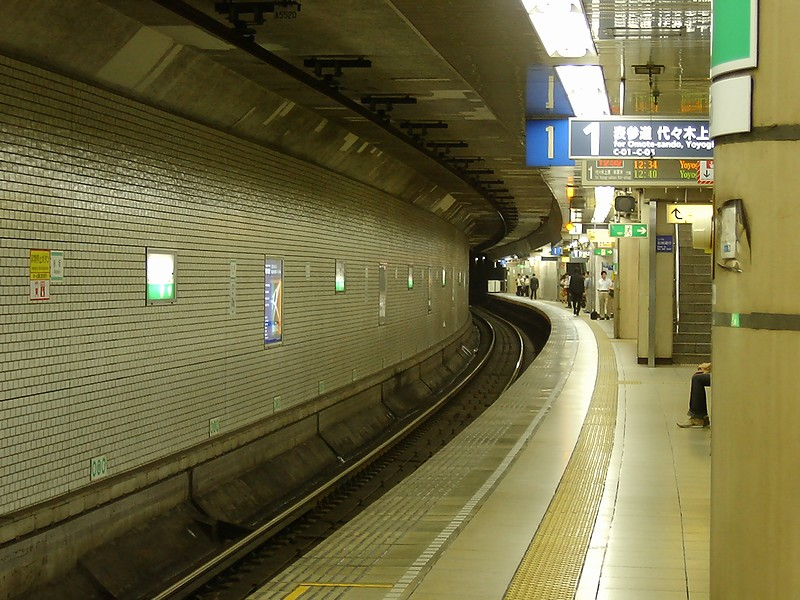
Az Akaszaka metróállomás

- Akaszaka-micuke (Hanzomon vonal, Ginza vonal, Marunocsi vonal)
- Aojama-itcsóme (Hanzomon vonal, Ginza vonal, Tózai vonal)
- Nogidzaka (Csijoda vonal)
- Tameike-szannó (Ginza vonal, Namboku vonal)